# Harry Humby
Harry Robinson Humby (ur. 8 kwietnia 1879 w St. Pancras w Londynie, zm. 23 lutego 1923 w Muswell Hill) – brytyjski strzelec, trzykrotny medalista olimpijski.

## Kariera
Harry Humby startował trzykrotnie na igrzyskach olimpijskich (IO 1908, IO 1912, IO 1920), biorąc udział w odpowiednio: trzech, dwóch i jednej konkurencji.
W Londynie, uczestnicząc w trzech konkurencjach, zdobył złoto i srebro. W drużynowych zawodach w strzelaniu z karabinu małokalibrowego zdobył złoty medal, osiągając drugi wynik wśród brytyjskich strzelców. W konkurencji indywidualnej pierwotnie zajął trzecie miejsce, jednak w wyniku dyskwalifikacji Philipa Platera, został przesunięty na miejsce drugie. Zwycięzcą został Arthur Carnell, który nie wystąpił w zawodach drużynowych. W strzelaniu do znikającej tarczy osiągnął ósmą lokatę.
Na kolejnych igrzyskach w Sztokholmie uczestniczył w trapie indywidualnym i drużynowym, zdobywając srebrny medal w tej drugiej konkurencji. Indywidualnie był czwarty. Jako kapitan pułku Middlesex wystąpił w jednej konkurencji w Antwerpii w 1920, zajmując ponownie czwarte miejsce (trap drużynowy).